# Adigel
Adigel (Adijal, Adygel, Aiyal, Aighel, Ijel) fou un príncep de la dinastia musulmana d'origen turcomongol timúrida, fill de Miran Shah i net de Tamerlà. Va néixer el 1395.
El 16 de setembre de 1404 va començar un kurultai o assemblea en la qual s'havien de casar alguns prínceps: Ulugh Beg, Ibrahim Sultan (els dos fills de Shah Rukh), Adigel (o Aiyal, fill de Miran Shah), Ahmed, Sidi Ahmed i Bikra o Baykara (els tres fills d'Umar Xaikh). Aighel tenia nomes nou anys. Després de la mort de Tamerlà el febrer de 1405, les emperadrius amb els petits prínceps com Baykara, Adigel, Sad Vaccas, Syorgathmish i altres es van dirigir a Samarcanda on no se’ls va obrir la porta i van haver de pernoctar als jardins de Shah Rukh, fora de la ciutat. Al dia següent van poder entrar i es van allotjar al Kanikha de Muhammad Sultan, on estava el taüt de Timur.
El 1414 Xah Rukh li va confiar el govern de Rayy. Nominalment el va exercir però en la pràctica va estar únicament dedicat als plaers. A l'abril del 1415 el jove va morir d'una malaltia perillosa amb nomes 15 anys. En lloc seu fou nomenat el príncep Ilengher o Alamghir, fill d'Abu Bakr ibn Miran Xah